# Lough Derg (Donegal) SPA
Lough Derg (Donegal) SPA este o arie protejată (arie de protecție specială avifaunistică — SPA) din Irlanda întinsă pe o suprafață de 889,88 ha, integral pe uscat.

## Localizare
Centrul sitului Lough Derg (Donegal) SPA este situat la coordonatele 54°37′00″N 7°52′30″W / 54.616671°N 7.874955°V.

## Înființare
Situl Lough Derg (Donegal) SPA a fost declarat arie de protecție specială avifaunistică în noiembrie 1995 pentru a proteja 2 specii de animale.

## Biodiversitate
Situată în ecoregiunea atlantică, aria protejată nu include niciun habitat protejat.
La baza desemnării sitului se află mai multe specii protejate de  păsări (2): Anser albifrons flavirostris, pescăruș negricios (Larus fuscus).
Pe lângă speciile protejate, pe teritoriul sitului au mai fost identificate 1 specie de plante, 1 specie de păsări, 1 specie de pești.